# Конфликт в Белуджистане
Вооружённый конфликт в Белуджистане начался в 1948 году и продолжается до настоящего времени. Правительствам Ирана и Пакистана противостоят националисты-белуджи, добивающиеся независимости разделённого народа. Конфликт является этноконфессиональным: в Иране белуджи, большинство из которых относится к суннитам, оказывают сопротивление персам-шиитам, а в Пакистане они же терроризируют шиитов-хазарейцев, которые в этом регионе составляют меньшинство.

## Предпосылки
Поводом к возникновению конфликта стало создание государства Пакистан, включившего в себя часть земель белуджей. Также белуджи-сунниты испытывают дискриминацию в шиитской Исламской республике Иран. Наибольшей свободой пользуются белуджские районы Юго-Западного Афганистана.

## Иностранная поддержка белуджийских сепаратистов
Иран несколько раз оказывал прямую военную помощь пакистанскому правительству в борьбе с повстанцами. В 1973 году, во время очередного витка напряжённости в регионе, иранское правительство отправило в помощь пакистанским правительственным силам авиагруппу в составе около тридцати вертолётов «Чинук» с экипажами и вооружением.
Многие эксперты подозревают Джундаллу в связях с террористической сетью Аль-Каида.
Иран, и не только, длительное время утверждает, что Джундалла получает помощь от США , хотя официальный Вашингтон это опровергает. В начале 2012 года в американской прессе появились сообщения, что боевиков Джундаллы для атак против иранских официальных лиц пытались нанимать агенты Моссада, притворявшиеся агентами ЦРУ. Имеется информация о том, что поддержку белуджийским сепаратистам в Иране оказывает Саудовская Аравия, а во время Ирано-иракской войны также и иракские спецслужбы и ОМИН.
Имеется информация об оказании со стороны КГБ во время Афганской войны помощи белуджийским террористам в борьбе против Пакистана.
Пакистан неоднократно обвинял Индию в поддержке террористической организации ОАБ. Так, в 2010 году премьер-министр Пакистана Юсуф Реза Гилани официально заявил, что имеет на руках досье, в котором говорится о участии Индии в белуджистанском конфликте, однако индийские власти опровергли данное заявление.
Индию обвинили в поддержке террористов ОАБ через их консульства в Афганистане. Британская разведка также разделяет мнение пакистанцев о том, что Нью-Дели тайно спонсирует белуджистанских террористов с целью оказать давление на Пакистан. В апреле-мае 2025 года повстанцы провозгласили Республику Белуджистан, поставив под угрозу совместные проекты Пакистана и Китая.